# Anna Światosławowna
Anna Światosławowna (zm. 31 lipca 1418 w Trokach) – wielka księżna litewska.

## Biografia
Około 1370 roku wyszła za mąż za księcia Witolda Kiejstutowicza. Z tego związku urodziła córkę Zofię Witoldównę. Gdy Witolda Kiejstutowicza w czasie walki o władzę z kuzynem Jagiełłą uwięziono w Krewie, doprowadziła do uwolnienia męża w 1382 roku. W roku 1395, używając tytułu wielkiej księżnej litewskiej, zaangażowała się w politykę. Zmarła 31 lipca 1418 roku.